# Nyctalus azoreum
La nottola delle Azzorre (Nyctalus azoreum  Thomas, 1901) è un pipistrello della famiglia dei Vespertilionidi endemico delle Azzorre.

## Descrizione

### Dimensioni
Pipistrello di piccole dimensioni, con la lunghezza della testa e del corpo tra 51 e 57 mm, la lunghezza dell'avambraccio tra 36 e 41 mm, la lunghezza della coda tra 42 e 43 mm e la lunghezza delle orecchie di 12 mm.

### Aspetto
La pelliccia è corta e lucida. Il colore generale del corpo è marrone scuro con la base dei peli più grigia e con le parti dorsali talvolta cosparse di peli giallo-brunastri particolarmente vicino alle membrane. Il muso è nerastro, largo, con due masse ghiandolari sui lati. Le orecchie sono nerastre, corte, larghe e triangolari. Le membrane alari sono nerastre. La punta della coda si estende leggermente oltre l'ampio uropatagio.

## Biologia

### Comportamento
Si rifugia negli edifici, cavità degli alberi e fessure rocciose. Le femmine formano vivai. È attiva prevalentemente di giorno, probabilmente dovuto alla mancanza di predatori rapaci. L'attività predatoria solitamente si concentra invece da poco prima il tramonto fino al calare del buio e viene effettuata sia solitariamente che in piccoli gruppi

### Alimentazione
Si nutre di insetti catturati principalmente nelle vicinanze di luci artificiali come i lampioni.

## Distribuzione e habitat
Questa specie è endemica dell'arcipelago delle Azzorre dove è conosciuta sulle isole di Faial, Pico, São Jorge, Graciosa, Terceira, São Miguel e Santa Maria.
Vive in ambienti naturali e artificiali fino a 600 metri di altitudine.

## Conservazione
Ricerche condotte nel 2002, 2003 e 2004 hanno stabilito che questa specie è abbastanza abbondante sulle isole di São Miguel, Faial, Terceira e São Jorge, ma rara su Graciosa ed estremamente rara su Santa Maria. È invece assente sulle isole di Flores e Corvo. Non esistono dati sull'andamento della popolazione ma si sospetta che la specie sia in declino per cause essenzialmente legate all'attività dell'uomo. Infatti la riduzione e il degrado degli habitat naturali e semi-naturali, l'uso di fitofarmaci, l'inquinamento delle acque dei laghi naturali e l'introduzione di specie vegetali esotiche si uniscono alla distruzione diretta e al disturbo delle colonie. Queste ultime sono per di più facilmente localizzabili grazie al fatto che gli animali volano comunemente durante le ore di luce e possono quindi essere seguiti fino ai rifugi.
La scomparsa di numerose colonie è stata recentemente documentata. La popolazione totale è stimata in 2.000-5.000 individui, e di questi poco meno di .1000 vivono su São Miguel, dove la specie è più abbondante. Non esistono informazioni dirette sugli spostamenti tra le diverse isole, ma ricerche genetiche hanno messo in evidenza una marcata differenziazione tra la popolazione del gruppo centrale dell'arcipelago e quella delle isole orientali. Questi studi suggeriscono che tali popolazioni si siano evolute in relativo isolamento per un lungo periodo di tempo e che fenomeni di dispersione tra le isole siano molto limitati.
Non esiste una specifica legislazione nazionale al riguardo. La specie è protetta dalla Convenzione di Berna ed è inclusa nell'Annesso IV della Direttiva europea per la tutela degli habitat e delle specie. Esistono progetti per la protezione e il monitoraggio dei ricoveri, per la sensibilizzazione dell'opinione pubblica (con riferimento speciale alle colonie), per la riduzione delle pratiche agricole sfavorevoli, per la tutela e il recupero di habitat naturali e per l'uso di illuminazioni che attraggano gli insetti fornendo opportunità di foraggiamento. Inoltre sono stati promossi ulteriori studi sulla biologia della specie.
La IUCN Red List, considerato il declino della popolazione dovuto alla distruzione delle colonie e alla perdita o degrado del proprio habitat a causa dell'utilizzo dei pesticidi, classifica N.azoreum come specie vulnerabile (VU).